# Métro Toulouse
Die Métro Toulouse, 1993 eröffnet, ist ebenso wie in Lille und Rennes eine automatische U-Bahn, basierend auf dem VAL-System.

## Geschichte

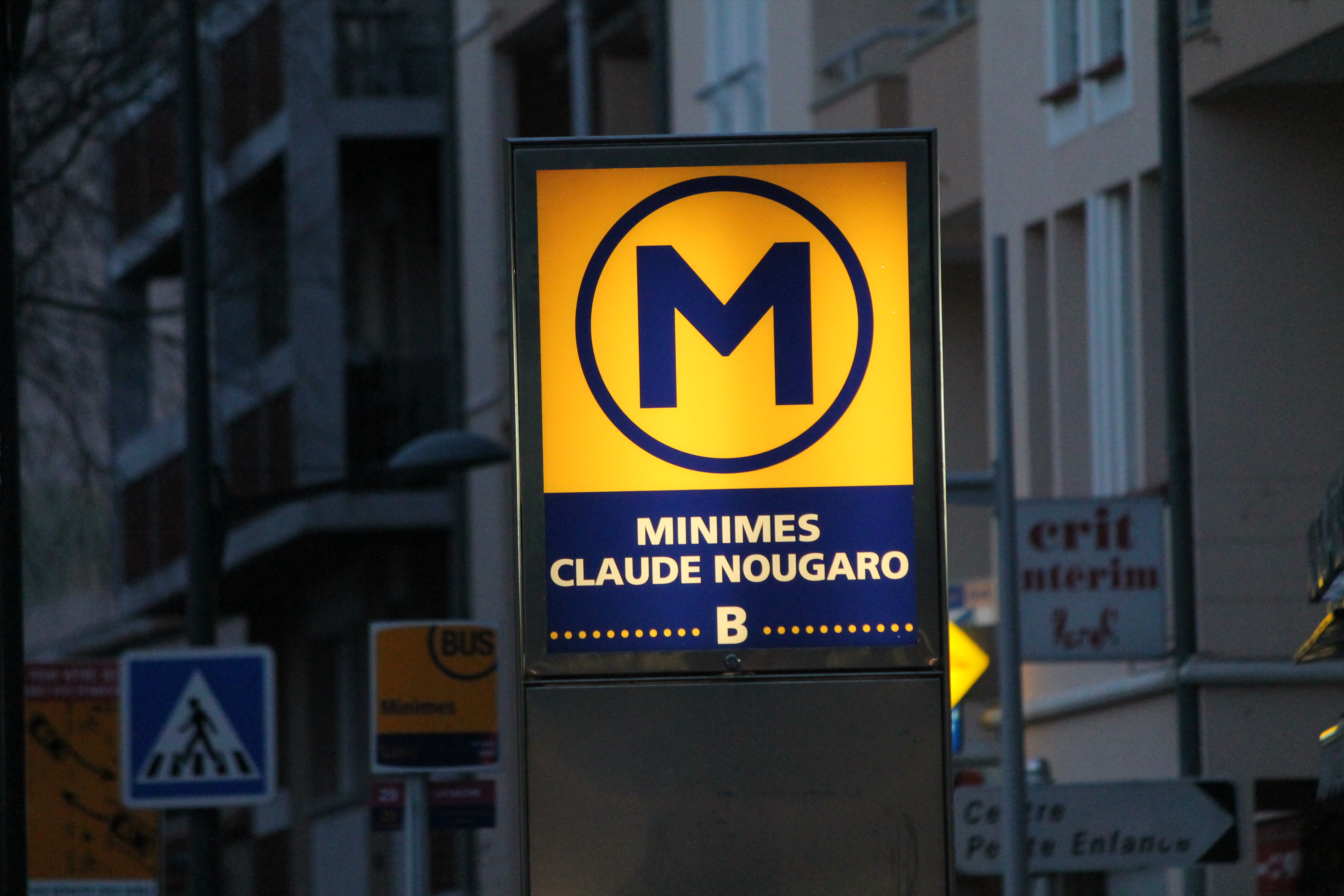
Logo der Métro Toulouse

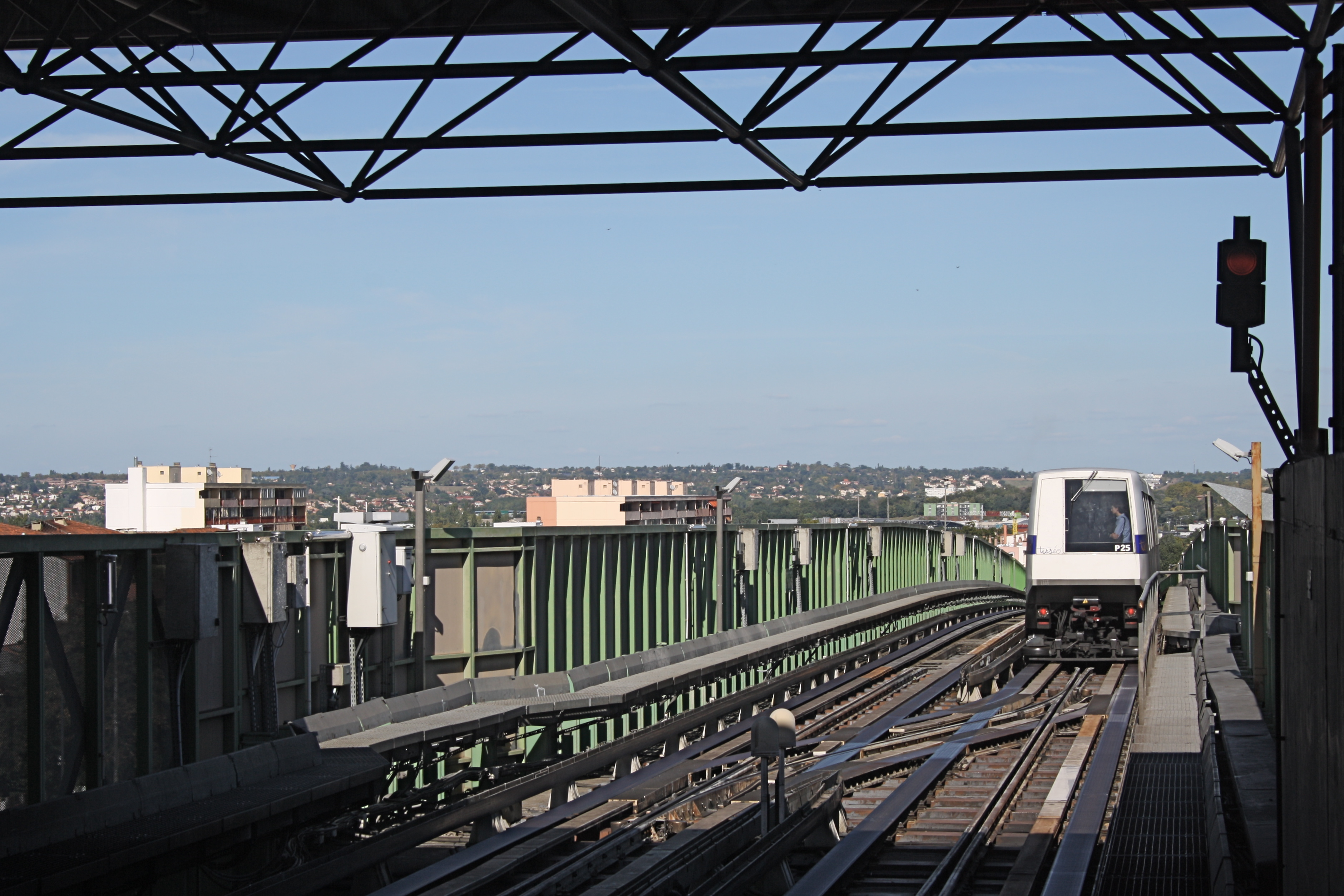
An der Station Jolimont verlässt ein Zug der Bauart VAL 206 auf der ehemaligen Kehranlage den Tunnel

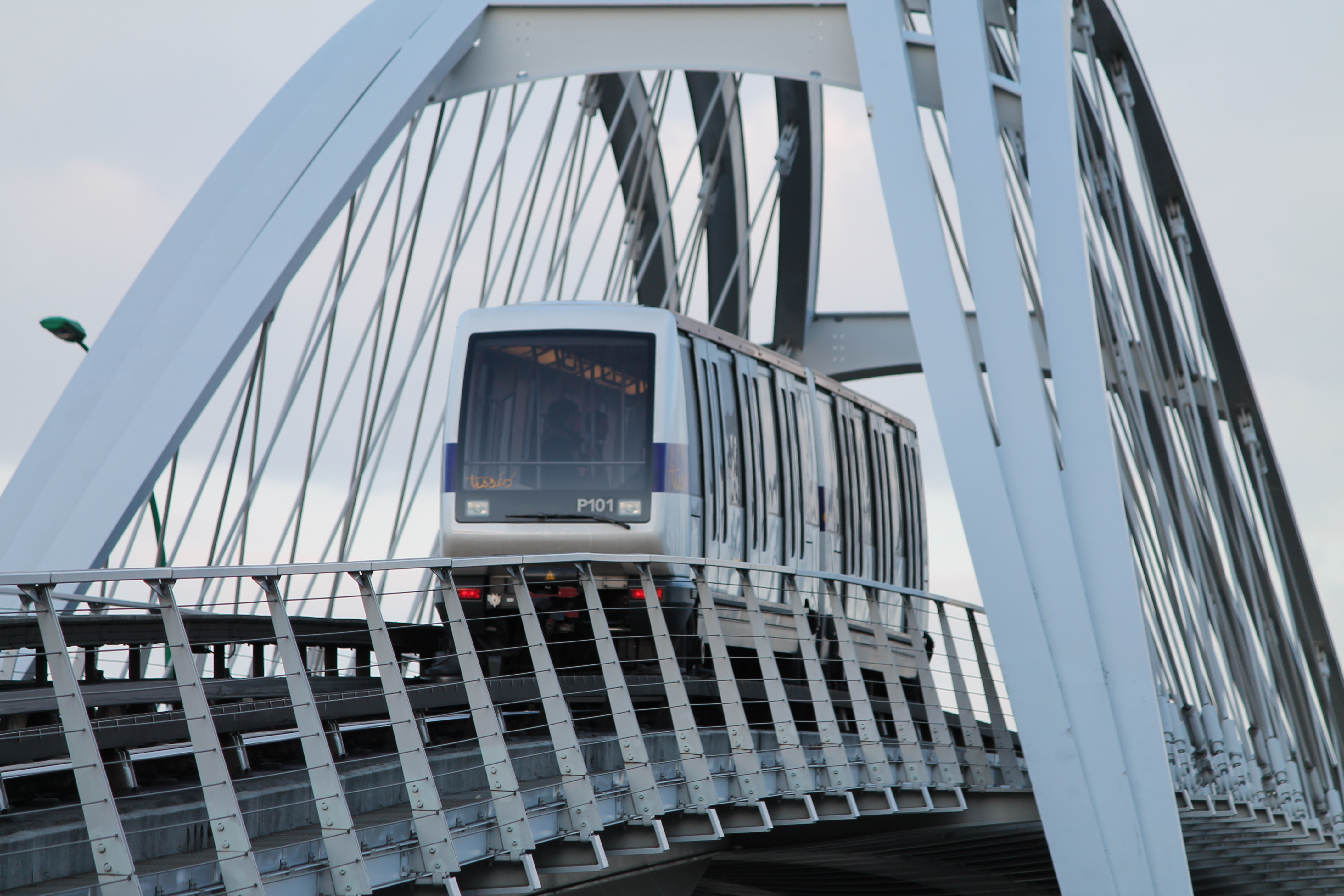
Zug des Typs Val 208 der Linie A nahe der Station Argoulets

Die erste Metrolinie von Toulouse (Linie A) wurde am 26. Juni 1993 zwischen Basso-Cambo und Jolimont eröffnet, nachdem die Bauarbeiten 1989 begonnen hatten. Dieser Abschnitt verläuft fast gänzlich unterirdisch, abgesehen von der Station Basso-Cambo und der Überquerung der Autobahn. Nordöstlich der Station Jolimont entstand auf einem Viadukt eine Kehranlage, an die 2003 die Verlängerung der Linie um 2,3 km bzw. 3 Stationen bis Balma Gramont angeschlossen wurde.
Am 30. Juni 2007 wurde eine zweite Strecke, die Linie B, dem Verkehr übergeben. Eingesetzt werden gummibereifte, fahrerlose Doppeltriebwagen mit schmalem Profil des von Matra entwickelten Systems VAL.
Beim Bau beider Strecken gab es zahlreiche Funde aus der zweitausendjährigen Geschichte von Toulouse. So konnte das in historischen Quellen erwähnte Römische Forum in der Nähe des Platzes Place Esquirol lokalisiert werden.

## Linie A
Die erste Metrolinie ist 12,3 km lang und hat 18 Bahnhöfe. Sie durchquert Toulouse von Südwesten nach Nordosten, von Basso Cambo nach Balma Gramont. Die 1993 eröffnete Strecke wurde von Matra gebaut, 2003 wurde sie von Siemens verlängert. Im Jahr 2001 hatte sie ein tägliches Passagieraufkommen von 140000 Fahrgästen. Jean Jaurès ist Umsteigebahnhof zur Métrolinie B, Arènes zur Vorortlinie C und den Straßenbahnlinien T1 und T2. Die Station Marengo-SNCF hat einen direkten Zugang zum Fernbahnhof Toulouse-Matabiau. Nach dem abgeschlossenen Umbau aller Stationen verkehrt die Linie A mittlerweile zum Teil mit Vier-Wagen-Zügen. Zuvor war lediglich ein Betrieb mit Zwei-Wagen-Zügen möglich.

### Stationen
Basso-Cambo – Bellefontaine – Reynerie – Mirail-Université – Bagatelle – Mermoz – Fontaine-Lestang – Arènes – Patte-d'Oie – St-Cyprien / République – Esquirol – Capitole – Jean-Jaurès – Marengo-SNCF – Jolimont – Roseraie – Argoulets – Balma Gramont

### Fahrzeuge
Zum Zeitpunkt der Eröffnung der Linie standen 29 Einheiten der Bauart VAL 206 zur Verfügung. Im Zuge der Verlängerung über die vorübergehende Endstation Jolimont hinaus wurden 14 Züge des Typs VAL 208 beschafft, auch läuft dort, um das gestiegene Fahrgastaufkommen zu bewältigen, mittlerweile ein Teil der 2011 erworbenen 18 Züge der Baureihe VAL 208 NG2.

## Linie B

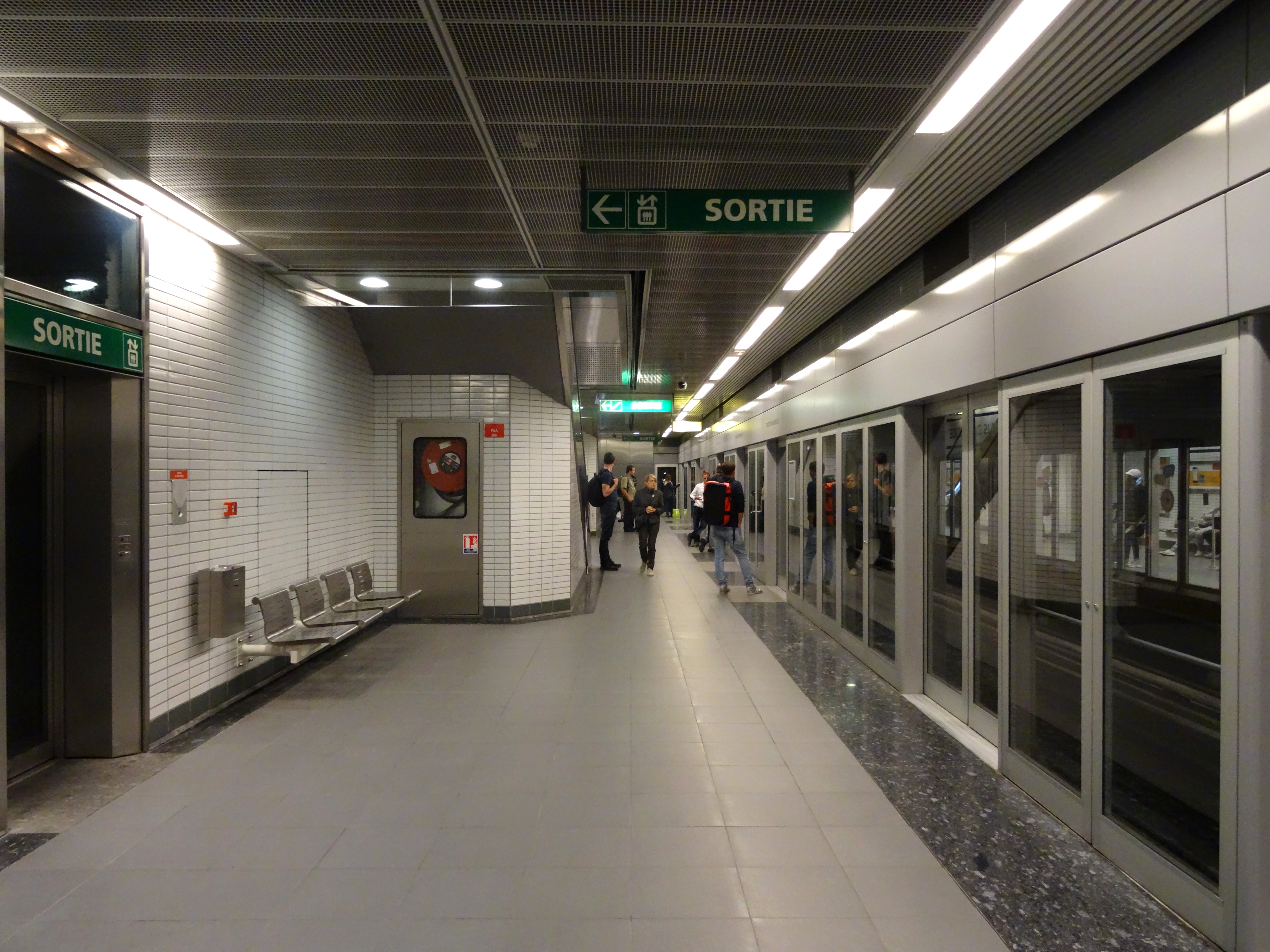
Station Palais de Justice der Linie B

Die zweite Metrolinie ist 15,1 km lang, hat 20 Bahnhöfe und verläuft in Nord-Süd-Richtung von Borderouge nach Ramonville. Sie wurde am 30. Juni 2007 eingeweiht und ebenfalls von Matra erbaut. Ursprünglich waren für diese Linie 35 Fahrzeuge vom Typ VAL 208 vorgesehen. Der Auftragswert betrug 232 Mio. Euro. Jean Jaurès ist Umsteigebahnhof zur Métrolinie A, Palais de Justice zu den Straßenbahnlinien T1 und T2. Während der Verkehrsspitzen beträgt die Frequenz der in Doppeltraktion (vier Wagen) verkehrenden vollautomatischen Züge 80 Sekunden.

### Stationen
Borderouge – Trois Cocus – La Vache – Barrière de Paris – Minimes Claude Nougaro – Canal du Midi – Compans-Caffarelli – Jeanne d’Arc – Jean Jaurès – François Verdier – Carmes – Palais de Justice – Saint-Michel Marcel Langer – Empalot – Saint-Agne SNCF – Saouzelong – Rangueil – Faculté de Pharmacie – Université Paul Sabatier – Ramonville

### Fahrzeuge
Auf der Linie B verkehren ausschließlich Wagen der Typen VAL 208 NG (56 Einheiten) und VAL 208 NG2.

## Linie C

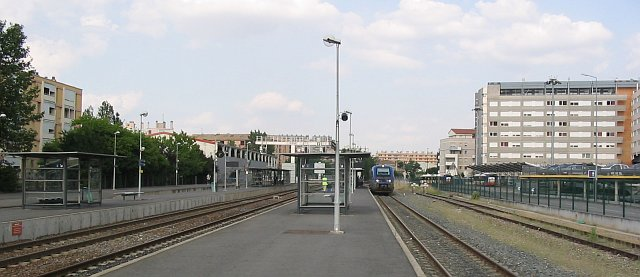
Bahnhof Arènes der Linie C mit Triebwagen des Typs Coradia A TER

Auf den Netzplänen der Métro ist eine Linie C vom U-Bahnhof Arènes nach Westen zum Bahnhof Colomiers SNCF eingezeichnet. Hierbei handelt es sich um eine S-Bahn-ähnliche Vorortverbindung mit fünf Stationen, die einen nicht elektrifizierten Abschnitt der Bahnstrecke Toulouse–Auch nutzt und von der Staatsbahn SNCF betrieben wird. Die Dieseltriebwagen der Bauart Alstom Coradia A TER verkehren im Halbstundentakt, sie sind in das Tarifsystem des Verkehrsverbunds einbezogen.
Da derzeit vorgesehen ist, die aktuelle Bezeichnung für die derzeit in Bau befindliche dritte U-Bahnlinie zu verwenden, soll die derzeitige Linie C entsprechend umbenannt werden.

## Ausbau und Planungen

Ausbauplan der Métro/S-Bahn – die Linie E wurde ab 2010 als Straßenbahn realisiert und 2013 von Arènes bis Palais de Justice verlängert

Es ist vorgesehen, die Linie B als Freilandstrecke im Süden um 5,2 km und fünf Stationen (Parc technologique de Ramonville – Centre Commercial de Labège – Innopole – Diagora – Labège-La Cadène) nach Labège-Innopole und im Norden nach L’Union zu verlängern. Die Verlängerung nach Süden sollte Anfang 2019 eröffnet werden (Stand September 2013). Für die nördliche Verbindung gab es aufgrund knapper Mittel seinerzeit keinen Zeitplan, da bis zur Kommunalwahl 2014 der Ausbau der Straßenbahn in Form der Linie G Priorität hatte (siehe unten). Der neue 2014 gewählte Bürgermeister favorisiert jedoch wieder die Metro, es soll sogar eine dritte Linie zwischen den beiden Luft- und Raumfahrtzentren im Südosten und Nordwesten unter östlicher Umfahrung der Innenstadt realisiert werden.

### Größere Kapazität für die Linie A ab 2019
Bis Ende 2019 sollte die Kapazität der Linie A verdoppelt werden. Die Strecke sollte so umgebaut werden, dass nach Abschluss der Arbeiten 52 m lange Züge eingesetzt werden können. Gegenwärtig sind die Züge nur 26 m lang. Es sind umfangreiche Arbeiten notwendig: Verlängerung der Bahnsteige und der Trennwände zwischen den Bahnsteigen und den Gleisen, Anpassung der Energieversorgung und der Linienleitstelle, Vergrößerung des Fuhrparks und des Betriebshofes.
Die Arbeiten sollten vor allem nachts, während der Fahrbetrieb ruht, durchgeführt werden. Außerdem sollte während der Haupturlaubszeit und -ferienzeit in den Jahren 2016, 2017 und 2019 die Strecke für jeweils mehrere Wochen vollständig stillgelegt werden.
Die Gesamtkosten für den Ausbau werden auf 180 Millionen Euro geschätzt. Ein im Januar 2016 mit Siemens geschlossener Vertrag betrifft die elektrische und elektronische Ausrüstung und beläuft sich auf 66 Millionen Euro.
Die Erweiterung wurde inzwischen (Stand 2020) fertiggestellt.

### TAE – Eine neue Metrolinie

Orange gestrichelt bzw. gepunktet: mögliche Varianten des Toulouse Aerospace Expres

Bis ursprünglich 2024 soll Toulouse eine weitere Metrolinie erhalten, deren Projektname TAE (= Toulouse Aerospace Express) lautet. Sie wird etwa 20 bis 25 km lang werden und soll die zweitgrößte Stadt des Départements, Colomiers, welche westlich von Toulouse liegt, mit dem Airbus-Gelände östlich von Toulouse verbinden. Wichtige Haltestellen werden der Flughafen Toulouse-Blagnac sowie der Bahnhof Toulouse-Matabiau mit TGV-Anschluss werden. Nicht die gesamte Strecke, sondern nur 80 % wird unterirdisch verlaufen.
Als Eröffnungsdatum der Linie, welche ab diesen Zeitpunkt als Linie C bezeichnet wird, wird derzeit 2028 angegeben.
Die Kosten werden auf 1,5 bis 1,7 Milliarden Euro geschätzt.
Als Rollmaterial sind zweiteilige Züge mit einer Länge vom 36 Metern und einer Breite von 2,50 Metern vom Typ Metropolis des Herstellers Alstom vorgesehen, welche fahrerlos verkehren und zukünftig auf eine Länge von 48 Metern verlängert werden können.

## Weitere Bahnen des Nahverkehrs im Stadtgebiet
- Linien T1 und T2 der Straßenbahn Toulouse
- Linie D: Vorortverkehr vom Bahnhof Muret SNCF im Süden der Stadt zum Hauptbahnhof Toulouse-Matabiau (U-Bahnhof Marengo SNCF), nicht in das Tarifsystem des Verkehrsverbunds einbezogen
- Linie F (geplant): S-Bahn vom Bahnhof Escalquens im Südosten zum Bahnhof Toulouse-Matabiau